# 小梅多湖

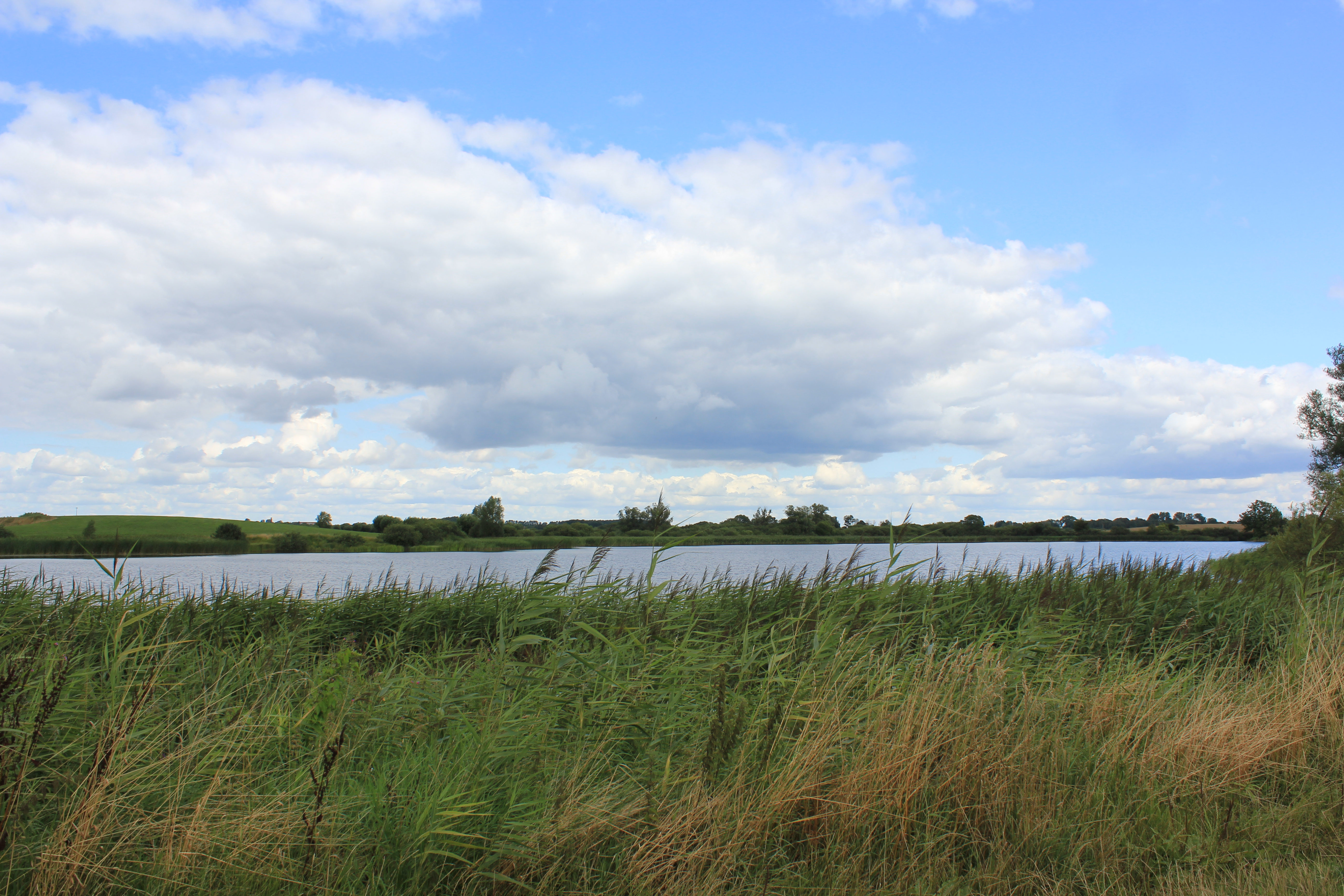

53°34′11″N 12°5′34″E / 53.56972°N 12.09278°E
小梅多湖（德語：Kleiner Medower See），是德國的湖泊，位於該國東北部，由梅克倫堡-前波美拉尼亞州負責管轄，處於路德維希斯盧斯特-帕爾希姆縣，長0.5公里、寬0.3公里，面積0.11平方公里，海拔高度47米，最大水深3.5米。